# Antony Ratier

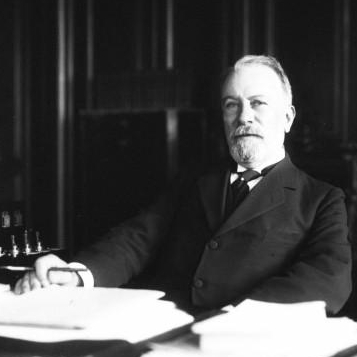
Antony Ratier (1913)

Antony Ratier (Buzançais, 29 juni 1851 – Palluau-sur-Indre, 9 juni 1934) was een Frans jurist en politicus.

## Levensloop
Ratier studeerde rechten en werkte daarna op het kabinet van de minister van Justitie Adolphe Crémieux. Tijdens de Frans-Duitse Oorlog nam hij dienst en bij het einde van de oorlog droeg hij de graad van luitenant. In 1877 was hij verbonden aan de burgerlijke rechtbank van het departement Seine.
In 1885 begon hij een politieke carrière. Hij stelde zich verkiesbaar voor de gemeenteraad van Parijs maar raakte niet verkozen. Vervolgens werd hij burgemeester van zijn geboorteplaats Buzançais in het departement Indre. Zowel bij de verkiezingen van 1885 als 1889 stelde hij zich verkiesbaar voor de Chambre des députés maar hij werd niet verkozen. 
Ratier was van 1894 tot 1933 voor het departement Indre lid van de Franse senaat. Hij vertegenwoordigde de gematigde republikeinen en later (vanaf 1901) Alliance Démocratique (AD). Hij was ondervoorzitter van de senaat tussen 1912 en 1913 en opnieuw tussen 1922 en 1925. Bij de verkiezingen van 1932, hij was toen al 81 jaar oud, stelde hij zich niet opnieuw verkiesbaar.
Hij was 22 maart tot 9 december 1913 minister van Justitie en grootzegelbewaarder in het kabinet-Barthou. Van 9 tot 14 juni 1924 bekleedde hij dezelfde ministerspost in het kabinet-François-Marsal.
Antony Ratier overleed op 82-jarige leeftijd.